# Satoru Oda
Satoru Oda (jap. 尾田 悟, Oda Satoru; * 27. September 1927 in der Präfektur Fukuoka; † 2016) war ein japanischer Musiker (Tenorsaxophon, Arrangement), der sich sowohl im Jazz als auch in der Unterhaltungsmusik und Easy Listening betätigte.

## Wirken
Satoru spielte ab den 1950er-Jahren in der Tokioter Jazzszene u. a. mit der Sängerin Martha Miyake. 1967 legte er gemeinsam mit Akira Miyazawa die Easy-Listening-LP Musebinaku Tenor Sax (むせびなくテナーサックス, ~ Tenāsakkusu; Teichiku Records), mit Pop-Klassikern wie „Smoke Gets in Your Eyes“, „Fly Me to the Moon“ und Jazztiteln wie „Autumn Leaves“ oder „My Funny Valentine“; von 1964 bis 1968 folgten eine Reihe von Alben wie South Sea Island Magic und Tenor Sax Plays Japanese Hit Songs bei King Records unter der Bandbezeichnung Satoru Oda and His Group with Strings. Weitere LPs legte er bis 1972 beim King-Label als Satoru Oda & His Group vor, wie Tenor Sax in „Latin Mood“ (1964) oder Double Deluxe/Tenor Sax No Miryoku (1969), mit populären Filmthemen wie „From Russia With Love“ und „Goldfinger“.  In den 70er- und 80er-Jahren spielte er mit der Formation Swing Session, mit Teddy Wilson, Eiji Kitamura, Yuzuru Sera, Kohji Fujika, den Eiji Kitamura All Stars (Bei Mir Bist Do Schoen) und mit Raymond Conde.
Unter eigenem Namen legte Oda den 1976 entstandenen Livemitschnitt Live at the New Five Spot vor, auf dem er mit Ichiro Masuda, Keiko Nemoto, Ikuo Shiozaki, Seiji Okamura, Nagamasa Harada, Toshihilo Itoh, Taketoshi Igarashi und Kaoru Ishiuda in wechselnden Besetzungen zu hören ist. Ende 1982 entstand das Album All of Me, das Satoru mit Teddy Wilson, Yukio Ikezawa und Tsuyoshi Watanabe einspielte. Ab 1988 kam es zu mehreren Studiobegegnungen mit dem Pianisten Hank Jones, zu hören auf dem Duoalbum Lover Man (Paddle Wheel), den beiden Alben Gi-n-ma-ku Vol.1/2 (1991, mit Ken Peplowski, Marcus McLaurine, Keith Copeland) und Standard Jazz for Lovers Vol. 1/2 (1992, mit Warren Vaché, Mads Vinding, Billy Hart) bzw. Vol. 3/4, mit George Mraz und Lewis Nash in der Rhythmusgruppe. In den 1990er-Jahren arbeitete er ferner mit Slide Hampton. Der Diskograf Tom Lord listet Oda im Bereich des Jazz zwischen 1958 und 2001 bei 29 Aufnahmesessions.

## Diskographische Hinweise
- Satoru Oda & Hank Jones Great Jazz Quintet: Satolism (Venus, 1994), mit Slide Hampton, Hank Jones, Andy McKee, Lewis Nash
- From Kansas to Be-bop (Audio Park, 1995), mit Toshihiko Ogawa, Eiji Nonaka, Masahiro Tajika
- Swing and Swing, Joint Duo (Audio Park, 1996), mit Yoshitaka Akimitsu
- Satoru Oda & European Jazz (2000), mit Antoine Trommelen, Rik van den Bergh, Tomoko Chigara, Harry Kanters, Seiji Okamura, Eiji Nonaka, Bison Katayama
- Oda Satoru & European Jazz 2001 (2001), mit Bert Boeren, Antoine Trommelen, Tomoko Chigara, Harry Kanters, Eiji Nonaka, Bison Katayama